# Ajalkalaki
Ajalkalaki (en georgiano: ახალქალაქი, lit. 'ciudad nueva'; en armenio: Ախալքալաք) es una ciudad al suroeste de Georgia ubicada en el centro de la región de Mesjetia-Yavajetia, siendo la capital del municipio homónimo. 

## Toponimia
El nombre Ajalkalaki, registrado por primera vez en las Crónicas georgianas del siglo XI, significa "una ciudad nueva". Los relatos etnográficos del siglo XIX tienen otro nombre armenio para la ciudad, Nor-Kagak (en armenio: Նոր-Քաղաք), que también significa "una ciudad nueva".

## Geografía
Ajalkalaki encuentra en el borde de la meseta volcánica de Yavajetia. Se encuentra a unos 30 km de la frontera con Turquía y a 74 km de Ajaltsije.

### Clima
El clima de Ajalkalaki es moderadamente húmedo con inviernos relativamente fríos y secos y veranos largos y frescos.
| Parámetros climáticos promedio de Ajalkalaki | Parámetros climáticos promedio de Ajalkalaki | Parámetros climáticos promedio de Ajalkalaki | Parámetros climáticos promedio de Ajalkalaki | Parámetros climáticos promedio de Ajalkalaki | Parámetros climáticos promedio de Ajalkalaki | Parámetros climáticos promedio de Ajalkalaki | Parámetros climáticos promedio de Ajalkalaki | Parámetros climáticos promedio de Ajalkalaki | Parámetros climáticos promedio de Ajalkalaki | Parámetros climáticos promedio de Ajalkalaki | Parámetros climáticos promedio de Ajalkalaki | Parámetros climáticos promedio de Ajalkalaki | Parámetros climáticos promedio de Ajalkalaki |
| Mes                                          | Ene.                                         | Feb.                                         | Mar.                                         | Abr.                                         | May.                                         | Jun.                                         | Jul.                                         | Ago.                                         | Sep.                                         | Oct.                                         | Nov.                                         | Dic.                                         | Anual                                        |
| -------------------------------------------- | -------------------------------------------- | -------------------------------------------- | -------------------------------------------- | -------------------------------------------- | -------------------------------------------- | -------------------------------------------- | -------------------------------------------- | -------------------------------------------- | -------------------------------------------- | -------------------------------------------- | -------------------------------------------- | -------------------------------------------- | -------------------------------------------- |
| Temp. máx. media (°C)                        | -1.9                                         | -0.9                                         | 3.3                                          | 9.9                                          | 15                                           | 18.6                                         | 21.8                                         | 22.3                                         | 18.8                                         | 13.4                                         | 6.2                                          | 0.4                                          | 10.6                                         |
| Temp. media (°C)                             | -7.3                                         | -6.3                                         | -1.8                                         | 4.1                                          | 9                                            | 12.1                                         | 15.1                                         | 15.3                                         | 11.4                                         | 6.8                                          | 1                                            | -4.3                                         | 4.6                                          |
| Temp. mín. media (°C)                        | -12.6                                        | -11.7                                        | -6.9                                         | -1.6                                         | 3                                            | 5.6                                          | 8.5                                          | 8.4                                          | 4.1                                          | 0.2                                          | -4.2                                         | -8.9                                         | -1.3                                         |
| Precipitación total (mm)                     | 24                                           | 31                                           | 32                                           | 57                                           | 92                                           | 97                                           | 59                                           | 56                                           | 41                                           | 44                                           | 40                                           | 27                                           | 600                                          |
| Fuente: Climate-Data.org                     |                                              |                                              |                                              |                                              |                                              |                                              |                                              |                                              |                                              |                                              |                                              |                                              |                                              |

## Historia
Según la leyenda, fue fundada por el rey Parnavaz (325 a. C.-237 a. C.]. Sin embargo, los historiadores consideran que Ajalkalaki fue fundada en 1064 por Bagrat IV de Georgia. En 1066 fue destruida durante las invasiones selyúcidas del reino de Georgia. En el siglo XI se convirtió en el centro político y económico de Yavajetia.
En el siglo XVI la ciudad cayó bajo el dominio del Imperio otomano y se convirtió en un centro del sanjacado del eyalato de Mesjetia. Además, parte de la población georgiana abandonó la región. Bajo el dominio otomano, la ciudad era conocida como Ahılkelek y en el siglo XVII existía allí una fortaleza.
La ciudad pasó de los otomanos al Imperio ruso después de la guerra ruso-turca de 1828 a 1829. La población musulmana, principalmente georgianos musulmanes, fue deportada a Turquía y migrantes armenios fueron asentados en su lugar (los cuales procedían de Erzurum y Doğubayazıt). El 4 de enero de 1900, un terremoto destruyó gran parte de la ciudad y mató a 1000 personas en la zona.
La zona fue ocupada por los turcos durante la Primera Guerra Mundial, después de la cual se produjo, en diciembre de 1918, la guerra georgiano-armenia por el control de la frontera entre las dos naciones y en especial por Ardahan, Ajalkalaki y Lorri. Por el armisticio el gobierno armenio quitó oficialmente sus reclamaciones por los distritos de Ardahan y Ajalkalaki.
Entre 1919 y 1921 la ciudad estuvo bajo jurisdicción de la República Democrática de Georgia. Entre 1922 y 1936 fue integrada a la República Socialista Federativa Soviética de Transcaucasia. Desde 1921 y durante el resto de la existencia de la Unión Soviética hizo parte del territorio de la República Socialista Soviética de Georgia y a partir de 1991 quedó integrada en la Georgia independiente. Hubo movimientos nacionales armenios locales en esta época que exigían la autonomía territorial. Las unidades de combate armenias de la región participaron en el conflicto del Alto Karabaj.

## Demografía
La evolución demográfica de Ajalkalaki entre 1886 y 2022 fue la siguiente:
| 4303                                            | 5440 | 7055 | 3475 | 5331 | 8804 | 13 224 | 15 572 | 8 295 |
| (Fuente: Population of Georgia in Soviet times) |      |      |      |      |      |        |        |       |

Históricamente, Ajalkalaki ha sido conocida como una ciudad claramente armenia. En 1887 la población alcanzaba 4303 personas: 4080 armenios, 63 judíos, 61 rusos y 45 georgianos.
|                            | 1939      | 1939       | 1959      | 1959       | 2014      | 2014       |
| Grupo étnico               | Población | Porcentaje | Población | Porcentaje | Población | Porcentaje |
| -------------------------- | --------- | ---------- | --------- | ---------- | --------- | ---------- |
| Georgianos                 | 337       | 6,3%       | 433       | 4,9%       | 471       | 5,68%      |
| Rusos                      | 269       | 5%         | 1424      | 16,2%      | 18        | 0,22%      |
| Ucranianos                 | 269       | 5%         | 266       | 3%         | 4         | 0,05%      |
| Armenios                   | 4666      | 87,5%      | 6522      | 74,1%      | 7782      | 93,81%     |
| Griegos                    | 20        | 0,4%       | 28        | 0,3%       | 15        | 0,18%      |
| Osetios                    | 4         | 0,1%       | 6         | 0,1%       | 1         | 0,01%      |
| Abjasios                   | -         | -          | -         | -          | 1         | 0,01%      |
| Judíos                     | 3         | 0,1%       | 39        | 0,4%       | -         | -          |
| Azeríes y turcos mesjetios | 11        | 0,2%       | 11        | 0,1%       | -         | -          |
| Kurdos                     | 6         | 0,1%       | -         | -          | -         | -          |
| Alemanes                   | 2         | 0,1%       | -         | -          | -         | -          |
| Asirios                    | 2         | 0,1%       | -         | -          | -         | -          |
| Total                      | 5331      | 100%       | 8804      | 100%       | 8295      | 100%       |

## Infraestructura

### Transporte
Ajalkalaki se encuentra en la encrucijada desde el sur con las carreteras de la frontera con Armenia y Turquía, desde el norte hasta Boryomi-Gori y de este a oeste con la carretera que une Batumi y Tiflis.
Una vía férrea de 160 kilómetros de largo se construyó entre 1982 y 1986 en tres partes. El cruce de la línea Tiflis-Ereván está en Marabda. En abril de 2005 se firmó un acuerdo para construir un nuevo ferrocarril que conecta Turquía con Georgia y Azerbaiyán, pasando por Ajalkalaki. Esto evitaría una línea existente a través de Guiumri en Armenia que ha sido cerrada por Turquía, bloqueando Armenia, por razones políticas desde la década de 1990. El ferrocarril entró en funcionamiento el 30 de octubre de 2017 y es aquí en Ajalkalaki donde está el cambio de ancho de vía. La introducción de este servicio de pasajeros ha sido pospuesta indefinidamente.

### Usos militares
En la ciudad estuvo la 147.ª División de Fusileros Motorizados de la era soviética (parte del 9.º Ejército del distrito militar de Transcaucasia) hasta principios de la década de 1990. Después de la caída de la Unión Soviética, la División se convirtió en la Base Militar 62 de Rusia, hasta que fue transferida oficialmente, según el acuerdo de Sochi, a Georgia el 27 de junio de 2007.
El 19 de septiembre de 2020, se inauguró un nuevo centro de entrenamiento básico de combate en el sitio de la antigua base en Ajalkalaki. El centro está diseñado para albergar y entrenar hasta 800 militares y reclutas.

## Personas ilustres
- Jivani (1846-1909): bardo y poeta armenio.
- Hamo Ohanjanyan (1873-1947): político armenio que fue el tercer primer ministro de la República Democrática de Armenia
- Derenik Demirchian (1877-1956): escritor y traductor soviético armenio.
- Rubén Ter Minasian (1882-1951): político armenio y ministro de Defensa de la República Democrática de Armenia.
- Harutiun Jachatrian (1955): director de cine armenio.
- Vagharshak Harutiunyan (1956): militar armenio que sirvió como Ministro de Defensa de Armenia.
- Benur Pashayan (1959-2019): deportista soviético armenio que compitió en lucha grecorromana.
- Aik Mnatsakanian (1995): deportista búlgaro de origen armenio que compite en lucha grecorromana.
- Arman Tsarukyan (1996): luchador de artes marcial mixto ruso de ascendencia armenia.

## Galería

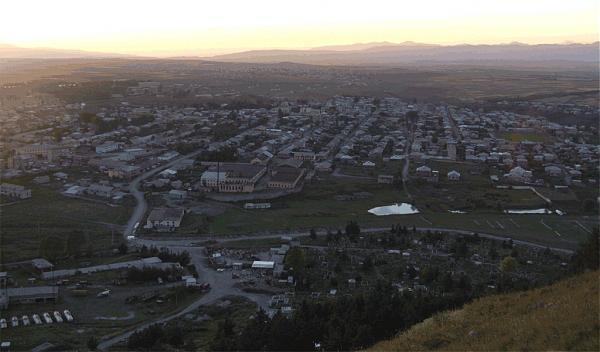
Vista aérea de Ajalkalaki
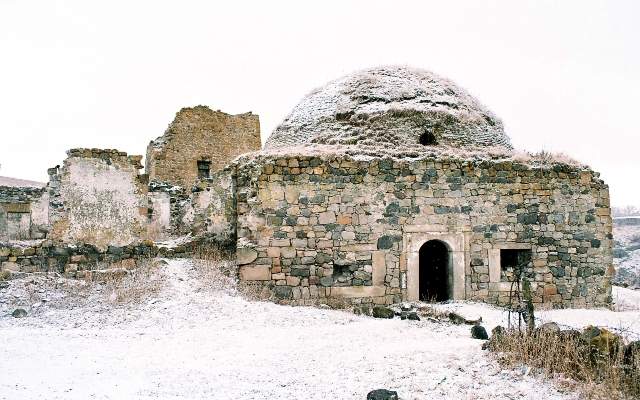
Ruinas de un castillo medieval en Ajalkalaki.
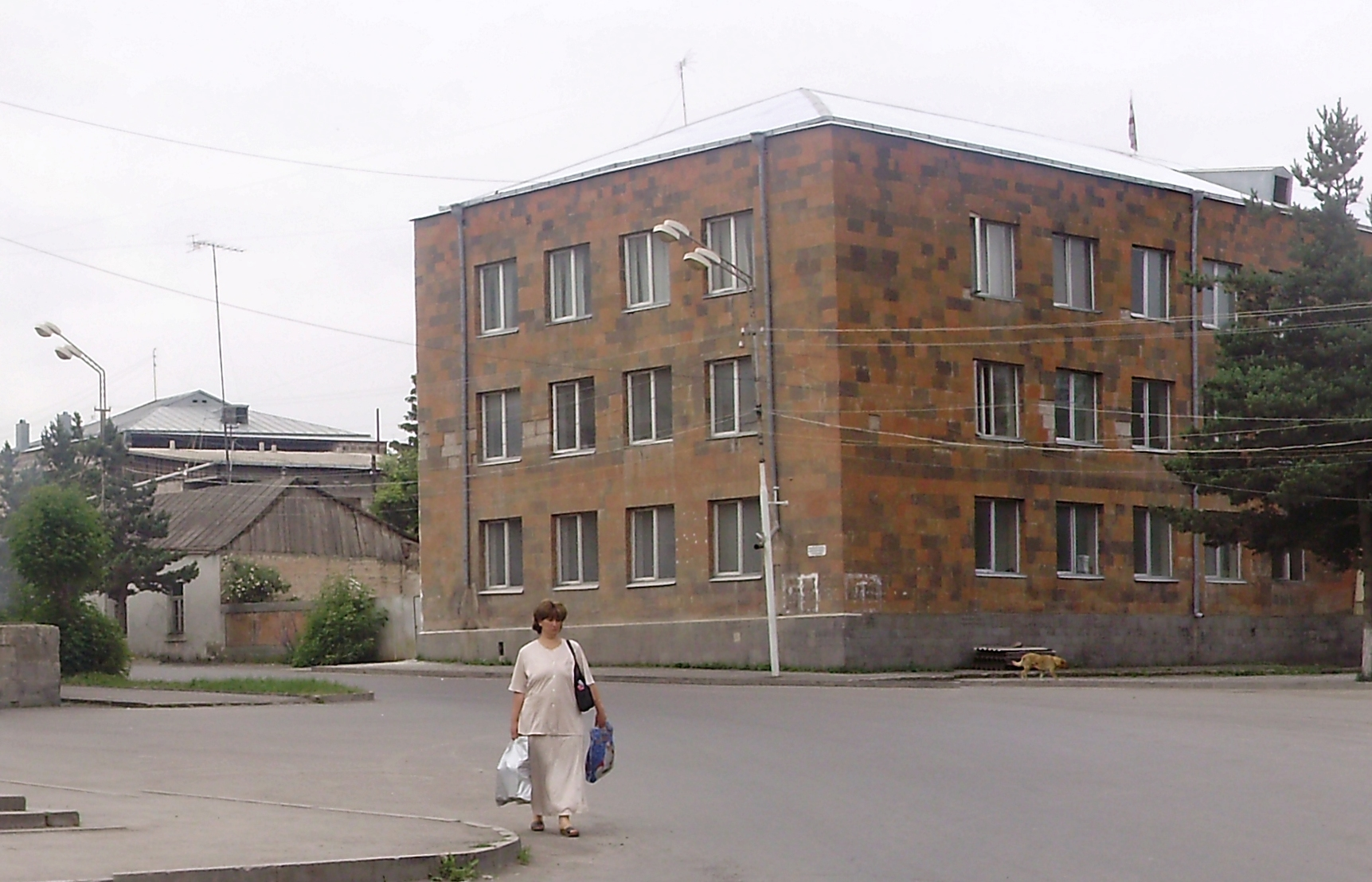
Edificio administrativo
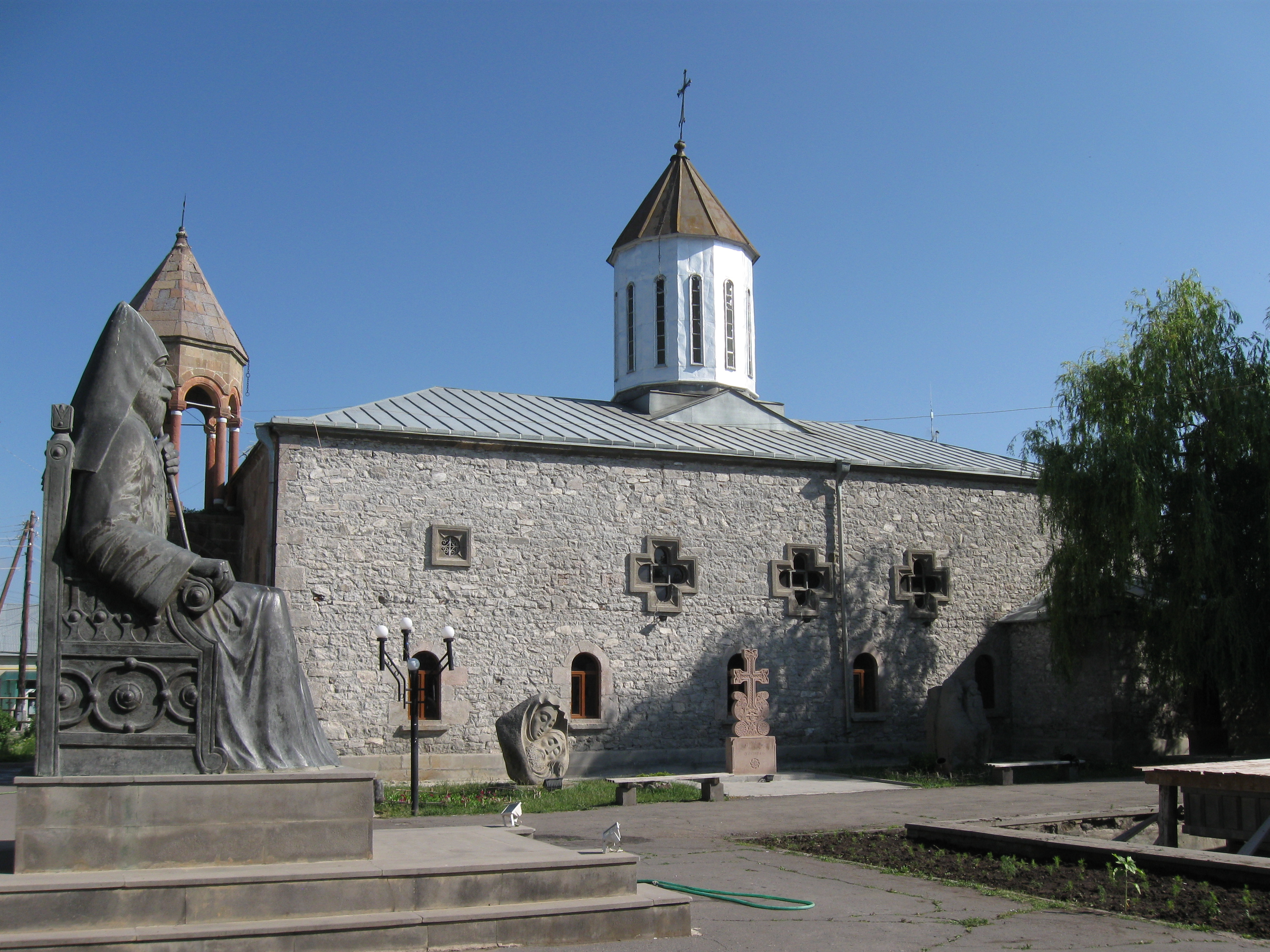
Iglesia apostólica armenia de Ajalkalaki